# Matusa Barros
Matusa Barros Arias de Castro (Vigo, 27 marzo 1954) è un'artista spagnola che lavora in diversi ambiti artistici.

## Biografia
Matusa Barros è una artista galiziana chi risiede e lavora in Vigo. Dopo un
viaggio in Italia, studia il modulo superiore nelle Arti Applicate a Scuola d'Arte Maestro Mateo a Santiago di Compostela. Continua la sua formazione artistica seguendo corsi e workshop in istituzioni come l'Universidad Internacional Menéndez Pelayo, il Centro Galego de Arte Contemporánea, il Seminario de Estudios Cerámicos de Sargadelos o la Quincena de Arte de Montesquiú (Barcelona).
Nel 1988, ha ricevuto una borsa di studio dalla Xunta de Galicia (Consiglio della Galizia), e ha iniziato a creare la sua videografia.
Realizza opere di fotografia, videoarte, assemblage o net art. Ha svolto attività di gestione nel mondo dell'arte, organizzando mostre video tra gli altri.
Ha collaborato a riviste specializzate e ha pubblicato poesie in spagnolo.
Ha partecipato a mostre di arti visive e festival video in Spagna, Francia, Germania, Inghilterra, Stati Uniti d'America, Portogallo e sul World Wide Web